# Dutchfonts
Dutchfonts was een Nederlandse letteruitgeverij uit Lalleweer die werd opgericht door grafisch ontwerper Ko Sliggers. Het bedrijf is ontstaan uit de eenmansstudio Lalleweer. Sliggers, geboren in 1952, vertrok in 2007 naar Frankrijk en legde zijn werk als grafisch ontwerper grotendeels neer. Wel bleef hij sporadisch lettertypen voor Dutchfonts ontwerpen en bood hij zijn lettertypes aan via een eigen website.

## Ontwerpen
Typografie speelde al vanaf het begin van de loopbaan van Sliggers een belangrijke rol. De letterontwerpen van Sliggers waren gebaseerd op gevonden lettervormen en alledaagse objecten, hebben een lokaal karakter en lijken vaak met de hand geschreven, getekend of geschilderd. Zijn letterontwerpen werden omschreven als 'energiek' en 'onconventioneel'. Volgens Jan Middendorp was Dutchfonts typisch Nederlands gezien het "precisie en rationaliteit combineert met dada-achtig anarchisme en brutaliteit."
In 2008 werden de lettertypes van Dutchfonts toegevoegd aan de collectie van Monotype.

## Lettertypen (selectie)

### DF-Ariënne (2003) en Etalage-script (2003)
Het lettertype Ariënne is een scriptletter dat werd vernoemd naar grafisch ontwerper Ariënne Boelens voor wie Sliggers het lettertype ontwierp. Het is afgeleid van het lettertype Etalage-script (2003) dat eveneens door Sliggers voor Boelens werd ontworpen. De letters zijn gebaseerd op de lettersjablonen van een lokale boer die gebruikt werden om zakken graan te markeren. Het lettertype is hoofdzakelijk bedoeld voor gebruik op affiches. De lettertypes werd onder meer gebruikt voor neonverlichting van Cinema Amstelveen, voor een set TPG postzegels ter gelegenheid van de 'Nationale Weken van de Kaart' uit 2005 en voor de typografie van het boek 'Toffe Peren: Het Kinderboek' (2021).

### DF-Staple Mono (2003) en DF-Staple TXT (2005)
De Staple lettertypen uit 2003 zijn een herwerkte versies van typmachineletters als American Typewriter en Courier. De lettervormen zijn geïnspireerd op een nietje. Staple Mono werd onder meer gebruikt voor een affiche van de 'Waddenkunstprijs voor jong talent' van Gemeentemuseum het Hannemahuis. De DF-Staple letterfamilie werd in 2005 uitgebreid met het lettertype Staple TXT. Deze versie is beter geschikt voor teksten, omdat deze letters beter geproportioneerd zijn waardoor een regelmatiger tekstbeeld ontstaat. Volgens Sliggers ontstond het idee voor het lettertype toen hij met een nietje speelde en hiermee verschillende vormen creëerde. Hij omschreef het lettertype als "vrouwelijk, schreefloos en strak."

### Pommes (2003)
De letterfamilie Pommes is geïnspireerd op aardappelstempels. Midden jaren '70 van de twintigste eeuw deed Sliggers een project met aardappelstempels aan de kunstacademie. Sliggers woonde vanaf 2002 in een agrarisch gebied omringd door aardappelvelden en besloot zijn project voort te zetten. De zes stijlen van de letterfamilie zijn gebaseerd op verschillende bereidingsmanieren uit België en Frankrijk. De letterfamilie bestaat uit de types Pommes-Allumettes, Pommes-Allumettes Italic, Pommes-Frites, Pommes-Frites Italic, Pommes-Dauphine en Pommes-Dauphine Ultra Heavy. Sliggers noemde het ontwerp van de Pommes-Dauphine Ultra Heavy een "culinair-poëtische catastrofe".

### Ko (2002)
Vanaf 1997 maakte Sliggers gebruik van zelfontworpen lettertypes voor zijn werken. Het oorspronkelijke Ko lettertype werd ontworpen voor de posters van het Holland Festival in 1997. In 2003 werd het gebruikt voor een feestuitgave van het tijdschrift Noorderbreedte. Het is gebaseerd op eenvoudige lettersjablonen. In 2002 werd de letterfamilie uitgebreid met KoLight, KoKAP2 en twee italic varianten van de letter. Door de onregelmatigheden in de letters en het getekende uiterlijk is de letterfamilie een duidelijk voorbeeld van het werk van Sliggers.